# Dasineura capsulae
Dasineura capsulae är en tvåvingeart som först beskrevs av Jean-Jacques Kieffer 1901.  Dasineura capsulae ingår i släktet Dasineura och familjen gallmyggor. Inga underarter finns listade i Catalogue of Life.